# Eroberung von Dura Europos

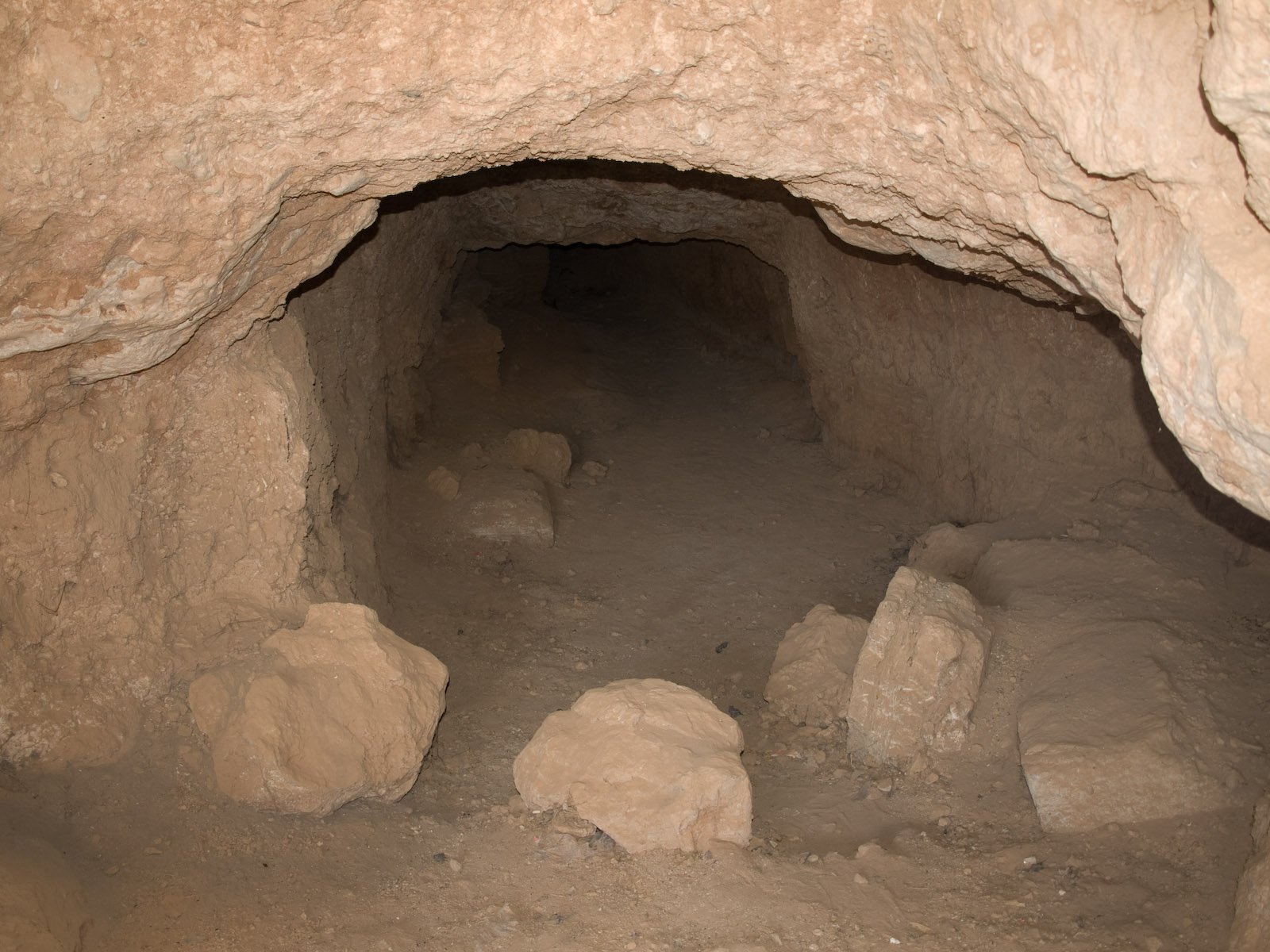
Tunnel unter der Stadtmauer von Dura Europos

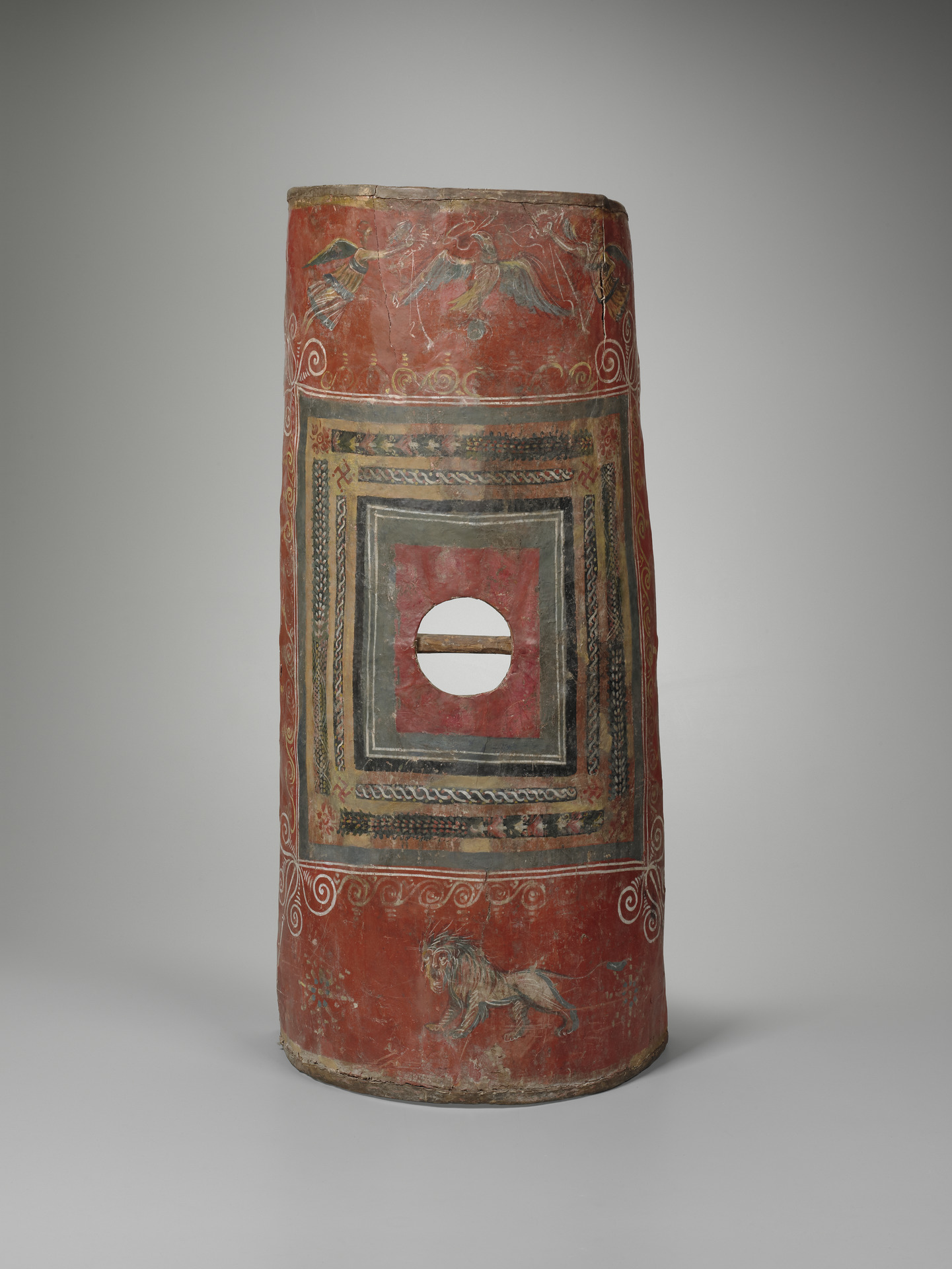
Scutum aus dem Tunnel unter der Stadtmauer

Die Eroberung von Dura Europos fand in den Jahren 253 und 256 n. Chr. durch die Sassaniden statt. Dura Europos war damals eine römische Stadt im heutigen Syrien, die von den Sassaniden belagert wurde. Die Stadt liegt am Euphrat, auf einem Wüstenplateau, das den Fluss überblickt. Im 3. Jahrhundert n. Chr. war dies die Grenzregion zwischen dem römischen und dem sassanidischen Reich. Durch die erhöhte Lage hatte der Ort eine besondere strategische Bedeutung. Die Belagerung und die darauffolgende Einnahme der Stadt sind nur archäologisch, nicht durch textliche Quellen bezeugt. Die damals benutzten Belagerungstechniken der Sassaniden werden oftmals als frühestes Beispiel für chemische Kriegsführung (Schwefeldioxid) zitiert.
Dura Europos war eine syrische Stadt, die seit 165 n. Chr. zum römischen Reich gehörte und nahe der Grenze zum Parther- und ab etwa 226 zum damals neu entstandenen Sassanidenreich lag. Unter den Römern zog in die Stadt eine Garnison von Soldaten ein: die Cohors XX Palmyrenorum und die Cohors II Ulpia equitata. Damit wurde ein großer Teil des Stadtgebiets zu einem Militärlager umfunktioniert. Schapur I. begann 252 einen zweiten Feldzug gegen das römische Reich und konnte Antiochia am Orontes, eine der bedeutendsten Städte des Reiches, plündern. Im Verlauf des Krieges fiel auch Dura Europos. Als Datum wird traditionell meist 256 angegeben, da ein bei der Belagerung gefallener Soldat eine Münze bei sich hatte, die in dieses Jahr datiert werden kann. Es gibt keine sicheren römischen Funde, die nach diesem Datum datiert werden können.
Die letzten Jahre der Stadt können zum Teil rekonstruiert werden. Viele Details sind jedoch unsicher. Es scheint zwei sassanidische Angriffe gegeben zu haben. Hortfunde deuten darauf hin, dass der erste Angriff im Jahr 253 n. Chr. stattfand. Vielleicht gelangten sogar Sassaniden auf das Stadtgebiet. 254 war Dura Europos jedoch wieder voll unter römischer Kontrolle und erhielt den Status einer Kolonie. Es scheint, dass nun das Militär die ganze Stadt übernommen hat. Die Zivilbevölkerung ist wahrscheinlich geflohen. Tempel wurden entweiht und zum Teil als Lagerräume genutzt. An der Westseite wurde die Stadtmauer massiv verstärkt, dabei wurden Gebäude nahe der Stadtmauer mit Ziegeln aufgefüllt, worunter sich die Synagoge von Dura Europos und die Hauskirche von Dura Europos befanden, die dadurch ausgesprochen gut erhalten blieben.
Westlich der Stadt lag das sassanidische Militärlager, das größer als die eigentliche Stadt war. Eine wichtige Operation bei der Stadtbelagerung war die Untertunnelung der Stadtmauer, mit dem Ziel, diese zum Einsturz zu bringen. Die Römer bemerkten das Vorhaben und gruben daraufhin einen Tunnel auf der Stadtseite, um den Feinden unterirdisch zu begegnen. Der genaue Ablauf der folgenden Ereignisse ist in der Forschung jedoch umstritten. Jedenfalls fanden sich bei den Ausgrabungen im Tunnel zwanzig Skelette römischer Soldaten in voller Ausrüstung, darunter das besterhaltene römische Scutum, wogegen nur eine Leiche eines Sassaniden entdeckt wurde. Im ersten Ausgrabungsbericht wurde vermutet, dass der Tunnel einstürzte und die Soldaten unter den Trümmern begrub. Neuere Überlegungen kommen jedoch zu einem anderen Ergebnis: Es scheint, dass die Sassaniden bemerkten, dass die Römer auch einen Tunnel gruben. Sie warteten auf den Durchbruch und empfingen dann die Römer mit einem Feuer – durch Schwefel und Bitumen verstärkt. Die Soldaten verbrannten oder durch Schwefeldioxid erstickten. Der Tunnel wurde von den Sassaniden weiter vorangetrieben, bis ein Turm und ein Teil der Stadtmauer einstürzten, vielleicht nur ein paar Stunden, höchstens ein paar Tage später. Die Aktion insgesamt scheiterte jedoch, da der Turm und die Mauer nur zum Teil einstürzten und dabei keine Bresche in der Mauer entstand.